# Samsung Galaxy SmartTag

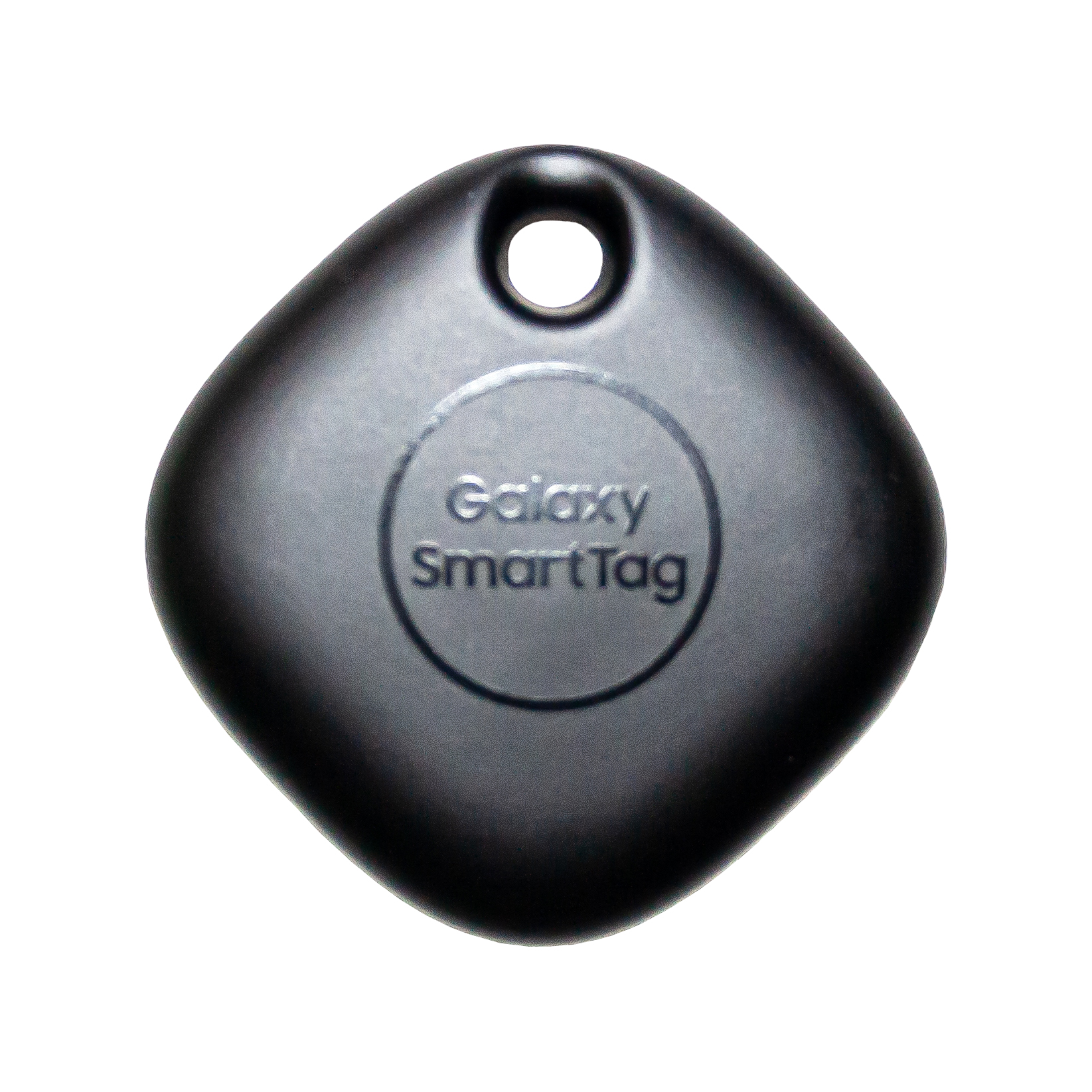
Samsung Galaxy SmartTag

Les Samsung Galaxy SmartTag et Galaxy SmartTag+ sont des appareils de localisation et de suivi produits et vendus par Samsung Electronics, lancés en janvier 2021 en même temps que le Samsung Galaxy S21 5G. Ils permettent à l'utilisateur de suivre ses biens ou ses animaux de compagnies auxquels l'appareil aura été attaché. La localisation peut se faire grâce à l'application SmartThings.

## Modèles
- Galaxy SmartTag

- Galaxy SmartTag+, prenant en charge la technologie ultra-large bande (UWB)